# Жорж Леопольд Кюв'є
Жорж Леопо́льд Кюв'є́ (фр. George-Léopold-Chrétien-Frédéric-Dagobert Cuvier; (23 серпня 1769 — 13 травня 1832) — французький натураліст, вважається засновником порівняльної анатомії та палеонтології. Відомий науковими працями в області систематики тварин, старший брат Фредеріка Кюв'є.

## Життєпис
Народився в місті Монбельяр, яке належало тоді до Ельзасу в протестантській родині колишнього офіцера французької армії. У дитинстві Жорж був хворобливою дитиною, тому мати повністю присвятила себе турботою про нього. Мати навчила його малювати, а в чотири роки він уже вмів читати. Його улюбленою книгою була «Природна історія» Бюффона.
У школі відмінно вчився, та збирався стати пастором, але через конфлікт із директором гімназії був змушений продовжити освіту у Каролінській гімназії в Штутгарті, де став стипендіатом герцога Карла.
1788 року став домашнім вчителем у графа д'Ерісі в Нормандії. Тут займався вивченням морських тварин. Залишився в Нормандії до 1795 року, а тоді вирушив до Парижа на запрошення Етьєна Жоффруа Сент-Ілера. Спочатку посів посаду професора в центральній школі Пантеона, пізніше став помічником викладача Мертрю в Паризькому ботанічному саду (фр. Jardin des Plantes), який належить Національному музею природознавства. У 1796 році — член Національного інституту, 1800 року очолив кафедру природничої історії в Collège de France. 1802 року, після смерті Мертрю, очолив кафедру порівняльної анатомії в Jardin der Plantes. Був членом Французької академії (1795), пером при Луї-Філіппі I. Був одним із наукових гігантів XVIII століття. Він вважав, що палеонтологічні розриви відбувались у раптових і широкомасштабних катастрофах, тобто, що масові вимирання можуть статися раптово. Також прославився тим, що йому вдалося залишатися на верхніх щаблях уряду, постійним секретарем Академії наук, при трьох режимах, у тому числі Наполеона. Серед іншого, він увів термін «птеродактиль» для роду доісторичних летючих рептилій.

## Праці
Кюв'є відмовився від запрошення стати натуралістом в експедиції Наполеона до Єгипту в 1798—1801 роках, вважаючи за краще залишитися в музеї, щоб продовжити свої дослідження в порівняльній анатомії. Його першим результатом у 1797 році став Tableau élémentaire de l'histoire naturelle des animaux («Елементарний огляд природної історії тварин»), популярна робота, заснована на його лекціях. У 1800–05 видав свою Leçons d'anatomie comparée («Уроки порівняльної анатомії»). У цій роботі, також на основі його лекцій у музеї, він висунув свій принцип «кореляції частин», згідно з яким анатомічна будова кожного органу функціонально пов'язана з усіма іншими органами в тілі тварини, і функціональні та структурні характеристики органів є результатом їхньої взаємодії з навколишнім середовищем. Щобільше, згідно з Кюв'є, функції та звички тварини визначають її анатомічну форму, на відміну від Жоффруа, який дотримувався зворотної теорії — анатомічна будова передувала і зробила необхідним певний спосіб життя.
Кюв'є також стверджував, що анатомічні характеристики, які відрізняють групи тварин, є доказом того, що види не змінилися з моменту створення. Кожен вид настільки добре скоординований, функціонально та структурно, що не витримає істотних змін. Далі він стверджував, що кожен вид був створений для власної спеціальної мети, а кожен орган — для своєї особливої функції. У запереченні еволюції, Кюв'є не погодився з поглядами свого колеги Жана Батиста Ламарка, який опублікував свою теорію еволюції в 1809 році, а також з Жоффруа, який у 1825 році опублікував докази еволюції крокодилів.
Кюв'є швидко просувався вперед. Продовжуючи свою зоологічну роботу в музеї, він здійснив великі реформи в освіті. Служив імператорським інспектором державного навчання та допомагав у створенні французьких провінційних університетів. За ці заслуги йому було присвоєно титул шевальє в 1811 році. Він також написав Rapport historique sur les progrès des sciences naturelles depuis 1789, et sur leur état actuel («Історичний звіт про прогрес наук…»), опублікований у 1810 році. Його публікації є яскравими викладами європейської науки свого часу.
Тим часом Кюв'є також поширив свої погляди на співвідношення частин до систематичного вивчення скам'янілостей, які він розкопав. Він реконструював повні скелети невідомих викопних чотириногих. Це стало новим дивовижним доказом того, що цілі види тварин вимерли. Крім того, він помітив дивовижну послідовність в істот, яких викопував. Глибші віддаленіші шари містили рештки тварин — гігантських саламандр, летючих рептилій та вимерлих слонів — які були значно менш схожі на тварин, які зараз живуть, ніж ті, що були знайдені в більш пізніх шарах. Узагальнив свої висновки, вперше в 1812 році в його Recherches sur les ossements fossiles de quadrupèdes («Дослідження кісток викопних хребетних»), до якого увійшов нарис «Discours preliminaire» («Попередній дискурс»), а також у розширенні цього нарису у вигляді книги у 1825 році Discours sur les révolutions de la surface du глобус («Дискурс про оберти земної кулі»).
Кюв'є припускав відносно короткий проміжок часу для Землі, але був вражений величезними змінами, які, безсумнівно, відбулися в її геологічному минулому. Його творчість надала новий престиж старій концепції катастрофізм, згідно з яким низка «революцій», або катастроф — раптових земних потрясінь і повені — знищила цілі види організмів і вирізала сучасні риси Землі. Він вважав, що територія, спустошена тими разючими пароксизмами, з яких Ноїв потоп був найновішим і драматичним, іноді знову заселялася міграцією тварин з області, яку позбавили. Катастрофізм залишався головною геологічною доктриною, поки не було показано, що повільні зміни протягом тривалого часу можуть пояснити особливості Землі.
Незадовго до того, як Наполеон зрікся престолу, в 1814 році, Кюв'є було обрано до Державної ради, а в 1817 році він став віцепрезидентом міністерства внутрішніх справ. У 1817 році також опублікував Le Règne animal distribué d'après son ("«Царство тварин, розподілене згідно з його організацією»), яке з його численними наступними виданнями стало значним прогресом у порівнянні з системами класифікації, встановленими Ліннеєм.
Кюв'є показав, що тварини володіють такою кількістю різноманітних анатомічних ознак, що їх неможливо об'єднати в єдину лінійну систему. Замість цього він розділив тварин на чотири великі групи — хребетних, молюсків, членистих і променевих — кожна з яких мала особливий тип анатомічної організації. Усіх тварин в одній групі класифікували разом, оскільки вважав, що всі вони є модифікаціями одного конкретного анатомічного типу. Хоча його класифікація більше не використовується, Кюв'є відійшов від ідеї XVIII століття, що все живе влаштовано в безперервний ряд від найпростішого до людини.
Зростання теоретичних розбіжностей між Жоффруа і Кюв'є завершилося в 1830 році в публічній дискусії в Академії наук про ступінь, в якій царство тварин поділяло єдиний тип анатомічної організації — зокрема, чи належали хребетні та молюски до одного типу. Жоффруа вважав, що так, і що всі тварини, по суті, є представниками лише одного типу, тоді як Кюв'є наполягав, що його чотири типи абсолютно різні. У їхній суперечці йшлося про те, як пояснити схожість і різноманітність тварин. Доктрина еволюції Дарвіна врешті-решт прояснила це питання, показавши, що подібні тварини походять від спільних предків і що різноманітність означала, що відбулися спадкові зміни.
- (фр.)Tableau élémentaire de l'histoire naturelle des animaux (1798)
- (фр.)Memoires sur les especes d'elephants vivants el fossils (1800)
- (фр.)Lecons d'anatomie comparee (1801—1805)
- (фр.)Recherches sur les ossements fossiles des quadrupeds (1812)
- (фр.)Le regne animal destribue d'apres son organisation (1817)

### Закони та закономірності, встановлені Ж.Кюв'є
- Закон умов існування Кюв'є
- Закон анатомічної кореляції

### Названі на честь Кюв'є
- Falco cuvierii
- Protopelicanus cuvierii
- Астероїд 9614 Кюв'є[10]